# Guido Agosti
Guido Agosti (* 11. August 1901 in Forlì; † 2. Juni 1989 in Mailand) war ein italienischer Pianist. 

## Leben
Er studierte von 1911 bis 1914 Klavier am Liceo musicale in Bologna, seine Lehrer waren Bruno Mugellini, Ferruccio Busoni und Filippo Ivaldi. Außerdem lernte er privat Komponieren bei Giacomo Benvenuti. Nachdem Agosti sein Philologiestudium in Bologna abgeschlossen hatte, gab er sehr erfolgreiche Konzerte im In- und Ausland. Nach seiner großartigen Karriere als Solist unterrichtete er von 1933 bis 1949 an den Konservatorien in Venedig, Rom und Mailand.
Nach dem Ende des Zweiten Weltkrieges wurde Agosti Leiter einer Meisterklasse für Klavier an der Accademia di Santa Cecilia in Rom. Ab 1949 leitete er Meisterkurse für Klavier an der Accademia musicale Chigiana in Siena.
1967 begann er wieder Konzerte zu geben, jedoch nicht als Solist. Er gründete ein Trio mit Severino Gazzelloni (Flötist) und Enrico Mainardi (Cellist). Außerdem wurde er Klavierpartner des Quartetto di Roma und Juror internationaler Klavierwettbewerbe.
Zu seinen Schülern gehörten Maria Tipo, Yonty Solomon, Leslie Howard, Martin Jones, Donna Amato, Vladimir Krpan, Hamish Milne, Dag Achatz, Sergio Calligaris, Raymond Lewenthal, Kun-Woo Paik, Daniel Pollack, William Corbett Jones, Angela Brownridge, Ian Munro, Geneviève Calame, Rita Wolfensberger, Jürgen Schröder und Eric van Griensven.